# Friedrichshof (Roßdorf)

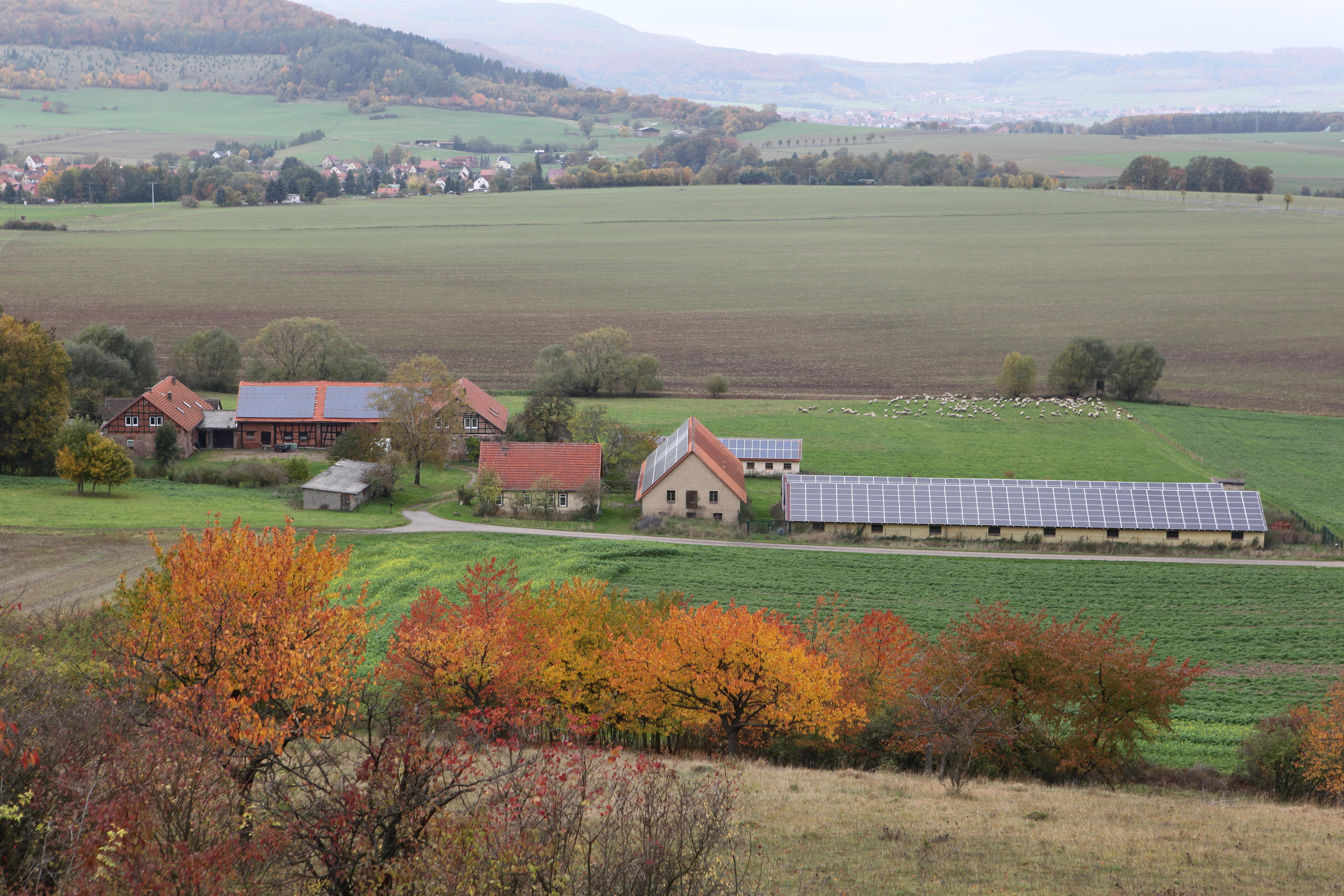
Friedrichshof

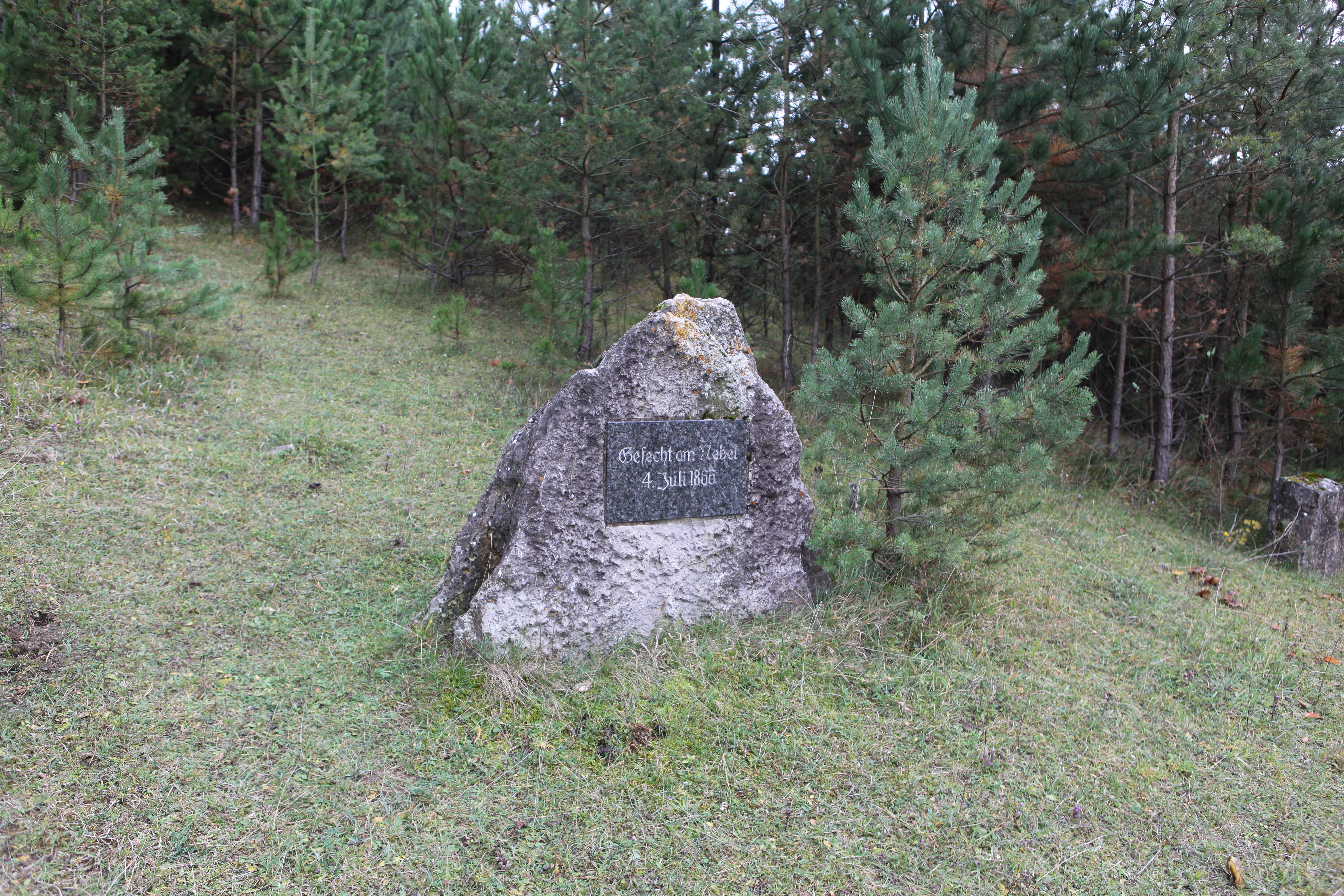
Gedenkstein

Friedrichshof ist ein Gehöft von Roßdorf im Landkreis Schmalkalden-Meiningen in Thüringen.

## Lage
Der Friedrichshof liegt südlich von Roßdorf unweit der Landesstraße 1026 und südlich am Fuß der Roßdorfer Steintrifften. Ein Verbindungsweg führt zu dem Anwesen.
Östlich, oberhalb von dem Gehöft, am Fuß des Nebelberges, befindet sich ein Gedenkstein (50° 41′ 51,6″ N, 10° 11′ 28,8″ O), der an das Gefecht am Nebelberg im Deutschen Krieg erinnert. Am 4. Juli 1866 trafen an der Grenze zwischen Sachsen-Meiningen und Sachsen-Weimar-Eisenach bayerische und preußische Einheiten aufeinander. Es gab 617 Tote und Verwundete.